# Clarée (îles Kerguelen)
La Clarée est un fleuve de la grande Terre, l'île principale des îles Kerguelen dans les Terres australes et antarctiques françaises.

## Exploration et toponymie
Dès 1953, la mission Mouzon opère une première reconnaissance de la région. Entre novembre et décembre 1961, Polian et Rens explorent la vallée dans le cadre d'une mission qui passe par l'ouest et le sud du Plateau Central pour atteindre la calotte Cook ainsi que le mont Ross. Ils dénomment  la rivière Clarée d'après le nom d'un torrent du sud des Alpes françaises,.

## Géographie
La Clarée prend sa source sur le versant oriental du mont de l'Iseran, parcourt le sud plateau Central sur environ 30 km pour se jeter dans les eaux marines de l'anse du Radioleine, au fond de la baie des Swains. Elle alimente et traverse le lac Brunehilde puis le lac d'Hermance. Ses principaux affluents sont en rive droite. Ce sont successivement, de l'amont vers l'aval, la rivière des Cavernes, la rivière d'Entr'Aigues et la rivière des Galets, respectivement en amont du lac d'Hermance, dans le tiers aval du lac puis à son débouché dans la plaine de la Clarée.

## Introduction des salmonidés
La Clarée est vierge de tout poisson jusqu'à l'introduction par l'homme, en 1993, d'alevin de truite commune issus d'individus provenant d'Armor. Le suivi scientifique de cette introduction dans le delta de la Clarée montre une croissance de la population qui bénéficie de l'apport en plancton du lac d'Hermance. Il montre aussi l'adoption d'une morphologie plus hydrodynamique adaptée aux débits très variables du fleuve.
En outre, en 1993, des alevins issus du croisement d'omble des fontaine et d'omble chevalier sont introduits dans un affluent du lac d'Hermance. 20 ans après, des ombles de type morphologique omble de fontaine se retrouvent dans le bassin de la Clarée. Ils occupent des biotopes en marge de ceux colonisés par la truite commune comme la rivière des Galets.